# Tipula (Pterelachisus) hirsutipes
Tipula (Pterelachisus) hirsutipes is een tweevleugelige uit de familie langpootmuggen (Tipulidae). De soort komt voor in het Palearctisch gebied.